# Zrcadlo (film)
Zrcadlo (rusky Зеркало) je sovětský dramatický film režiséra Andreje Tarkovského. Scénář k snímku sepsal Andrej Tarkovskij společně se svým blízkým přítelem Alexandrem Mišarinem. Volně autobiografický, nekonvenčně strukturovaný poetický snímek vypráví příběh čtyřicátníka Alexeje, který se v představách vrací do mladých let a vzpomíná na svou matku Marii. Ve filmu hrají Margarita Těrechova, Oleg Jankovskij, Filipp Jankovskij, Ignat Danilcev, Nikolaj Griňko, Alla Demidova a Anatolij Solonicyn. Zrcadlo je považováno za Tarkovského nejosobnější snímek, ve kterém hlavní postava Alexej představuje samotného režiséra.